# Paris Francesco Alghisi
Paris Francesco Alghisi, auch: Paride Francesco Alghisi, (* 19. Juni 1666 in Brescia; † 30. März 1733 ebenda) war ein italienischer Komponist, Organist und Kapellmeister.

## Leben und Wirken
Alghisi war bereits in seiner frühen Jugend ein Schüler Orazio Pollarolis, dem Organisten an der Kathedrale von Brescia. Nach Studien der Rechte und der Philosophie war er von 1681 bis 1683 Mitglied der Kapelle des polnischen Königs. Zurück in Brescia wurde er zum Priester geweiht und er trat dem Orden S. Filippo Neri bei, dessen Kapellmeister er wurde und für den er 11 Oratorien vertonte. Neben seinen Oratorien und weiteren kirchlichen Vokalwerken schuf er weiterhin weltliche Musik, wie zwei Opern, die 1690 in Venedig aufgeführt wurden und eine Sammlung Kammersonaten (Modena, 1693).
Don Paris Francesco Alghisi war Kapellmeister an verschiedenen Kirchen Brescias und am Jesuitenkolleg „Collegio de’ Nobili“. Am 10. Februar 1701 erhielt Alghisi die Organistenstelle an der Kathedrale von Brescia, die er bis zu seinem Tode innehatte. 1706 wurde er Mitglied der Accademia Filarmonica von Bologna.
Seinem letzten Willen entsprechend kam ein Teil seiner nicht gedruckten Werke und Briefe in das Benediktinerkloster Disentis in Graubünden, der Rest blieb im Besitz des Ordens in Brescia, durch diesen Vorgang sind zahlreiche Werke verschollen.

## Werke (Auswahl)
Opern
- L’amor di Curzio per la patria (Libretto von Giulio Cesare Corradi, 1690, Venedig)
- Il trionfo della continenza (Libretto von Giulio Cesare Corradi, 1690, Venedig)

Oratorien
- La giornata del Diporto (1692)
- Le piaghe sante da una ferita (1693)
- La mensa bersagliatrice dell’eresia (1695)
- Il trionfo della fede (1697)
- Megera delusa (1698)
- La gara del merito (1699)
- Il transito del glorioso S. Antonio di Padoa (1700)
- Il disinganno dell’intelletto (1701)
- Il serafino nell’amare e cherubino nell’intendere (1703)
- Il trionfo della sapienza (1704)
- Lite in cielo tra la sapienza e la santità (1705)

Vokal
- Sammlung „Divote Canzonette“, für ein Ursulinenkloster in Wien
- Sammlungen mit Motetten und Kantaten

Kammermusik
- Sonata da camera a tre per 2 violini, violoncello/clavicembalo, op. 1 (1693, Modena)